# Jacques Lallemant
Jacques-Charles-Alexandre Lallemant (* 8. Februar 1691; † 6. April 1740 in Paris) war ein französischer Geistlicher und Bischof von Sées (seinerzeitige Schreibung Séez).

## Leben
Er wurde geboren als Sohn des Grafen Charles-Louis Lallemant de Lévignen, Steuereinnehmer in Soissons, und der Catherine Trois-Dames. Sein Studium an der Sorbonne schloss er 1716 mit der Promotion ab und wurde Generalvikar in Autun. Am 27. März 1728 wurde er zum Bischof von Sées ernannt. Die Bischofsweihe spendete ihm am 23. Januar 1729 in Paris Louis de La Vergne-Montenard de Tressan, Erzbischof von Rouen; Mitkonsekratoren waren Michel Poncet de La Rivière, Bischof von Angers, und François-César Le Blanc CRSA, Bischof von Avranches.
In seinem Episkopat gab er für das Bistum Séez einen Katechismus sowie ein Brevier heraus.
Nachdem er im Alter von 49 Jahren in Paris gestorben war, wurde er in der dortigen Kirche St-Roch beigesetzt.